# Lutjanus jordani
Lutjanus jordani là một loài cá biển thuộc chi Lutjanus trong họ Cá hồng. Loài này được mô tả lần đầu tiên vào năm 1898.

## Từ nguyên
Từ định danh jordani được đặt theo tên của nhà ngư học David Starr Jordan, giáo viên trung học và cố vấn ngư học của tác giả Gilbert, cũng là cộng tác viên thường xuyên và đồng nghiệp tại Đại học Stanford (Hoa Kỳ).

## Phân bố và môi trường sống
L. jordani có phân bố rộng rãi ở Đông Thái Bình Dương, từ giữa bán đảo Baja California và cửa vịnh California trải dài về phía nam đến Peru, bao gồm quần đảo Galápagos, đảo Malpelo và đảo Cocos xa bờ.
L. jordani sống xung quanh các rạn san hô, được tìm thấy ở độ sâu độ sâu ít nhất là 200 m; cá con thường bắt gặp ở vùng vịnh nông hoặc rừng ngập mặn.

## Mô tả
Chiều dài cơ thể lớn nhất được ghi nhận ở L. jordani là 60 cm. Loài này có màu ô liu xám, ánh bạc dưới bụng hoặc đỏ thẫm toàn thân. Mẫu vật mới đánh bắt thường có các đốm trắng bạc ở giữa vảy cá tạo thành các hàng sọc, những đốm này sau đó nhanh chóng mờ đi và cá chủ yếu có màu nâu sẫm hoặc đen.
Số gai ở vây lưng: 10; Số tia vây ở vây lưng: 14; Số gai ở vây hậu môn: 3; Số tia vây ở vây hậu môn: 9.

## Sinh thái
Thức ăn của L. jordani bao gồm cá và một số loài thủy sinh không xương sống như giáp xác. Cá trưởng thành có thể hợp thành đàn.

## Giá trị
L. jordani có giá trị thương mại quan trọng ở Panama và Nicaragua.